# Дубовой, Иван Наумович
Ива́н Нау́мович Дубово́й (укр. Іван Наумович Дубовий); (12 (24) сентября 1896, хутор Чмыривци Киевской губернии — 29 июля 1938, Москва) — советский военачальник, командарм 2-го ранга (20.11.1935).

## Молодые годы
Родился в семье украинского крестьянина. Через несколько лет отец направился на заработки шахтёром в Донбасс, куда перевёз и семью. Поэтому детство Дубового прошло в Донбассе. Окончил реальное училище в городе Славянск, затем учился в Киевском коммерческом институте.
В ноябре 1916 года призван в Русскую императорская армию. Зачислен в 30-й Сибирский пехотный полк, окончил школу прапорщиков в Иркутске в 1917 году. Служил младшим офицером учебной команды одного из пехотных полков, дислоцированных в Красноярске. Ещё в период военной службы в июне 1917 года вступил в РСДРП(б).
Участвовал в установлении Советской власти в Иркутске и в Красноярске, однако сразу после этого вернулся в Донбасс, где также принял активное участие в революционных событиях. С февраля 1918 года — командир отряда Красной Гвардии в Бахмуте.

## Гражданская война
С марта 1918 года в Красной Армии. В первой половине марта был военным комиссаром Новомакеевского района, во второй половине марта — комендантом Центрального штаба Красной Гвардии Донбасса, в мае — начальником связи этого штаба. Участвовал в боях с германо-австрийскими оккупантами. С 27 мая по 25 июня 1918 года временно исполнял должность командующего В июне-августе 1918 года — помощник начальника оперативного отдела штаба Северо-Кавказского военного округа, в сентябре-декабре 1918 — начальник оперативного отдела и помощник начальника штаба красной 10-й армии. Армия вела в то время боевые действия в районе Царицына и Камышина. С декабря 1918 года состоял в распоряжении Ревовоенсовета Южного фронта.
С февраля 1919 года — начальник штаба группы войск Киевского направления Украинского фронта, воевал против войск С. В. Петлюры. Вскоре назначен начальником штаба 1-й Украинской Советской армии, с 27 мая по 25 июня временно исполнял должность командующего этой армией. В июле был начальником 3-й пограничной дивизии, затем начальником 44-й стрелковой дивизии. В начале августа 1919 года дивизия была объединена с 1-й Украинской стрелковой дивизией Николая Щорса, который стал её командиром, а Дубовой — его заместителем. В конце августа Щорс был убит в бою, и Дубовой вновь стал начальником 44-й стрелковой дивизии. Это назначение впоследствии породило версию о том, что Щорс был застрелен Дубовым из-за желания занять его место. Эта версия основана на заведомо ложном свидетельстве Дубового о характере ранения Щорса — он утверждал, что пуля вошла в висок, тогда как при вскрытии могилы Щорса и исследовании останков было установлено, что пуля вошла в затылок. Однако никаких доказательств причастности Дубового к гибели Щорса нет.
Во главе дивизии сражался до конца гражданской войны против армий С. В. Петлюры, А. И. Деникина и в советско-польской войне в составе 12-й армии на Западном, Южном и Юго-Западном фронтах. В 1921 году активно участвовал в ликвидации политического бандитизма и повстанческих выступлений на Украине. Отличался личным мужеством в боях. При этом всегда был активным сторонником укрепления дисциплины в войсках, боролся с проявлениями анархии и мародёрства в своих частях.

## Мирное время
После окончания войны продолжал командовать дивизией до декабря 1921 года. С 1924 года — командир 14-го стрелкового корпуса Украинского военного округа, расквартированного в Киевской и Черниговской губерниях. В 1927 и в 1932 годах по несколько месяцев стажировался в германском рейхсвере. В 1926 году окончил Курсы усовершенствования высшего начальствующего состава при Военной академии РККА имени М. В. Фрунзе.
С октября 1929 года — помощник командующего, а с декабря 1934 года — заместитель командующего войсками Украинского военного округа, жил в Киеве (ул. Кирова 32). В 1932—1933 годах был в числе последних командиров РККА, прошедших обучение в военно-учебных заведениях рейхсвера в Германии перед их отозванием из-за прихода нацистов к власти.
26 января—10 февраля 1934 года делегат XVII съезда ВКП(б) с решающим голосом от Днепропетровской парторганизации.
С мая 1935 года — командующий войсками Харьковского военного округа, одновременно назначен членом Военного совета при Народном комиссаре обороны СССР.
Автор книги «Мои воспоминания о Щорсе» (Киев, 1935).
Награждён орденом Красного Знамени (10.04.1920).
Деятели ОУН в 1930-е годы с целью получения для себя финансирования от фашистов распространяли в Третьем рейхе слухи, что якобы некоторые советские военные высокого ранга, командующие крупными войсковыми соединениями на Украине, среди которых называлось и имя Ивана Дубового, симпатизируют украинским националистам.

## Арест и казнь
Был арестован 21 августа 1937 года. Содержался в тюрьме почти год. На следствии признал себя виновным в участии в антисоветском, троцкистском и военно-фашистском заговоре в РККА. 28 июля 1938 года приговорён Военной коллегией Верховного суда СССР к высшей мере наказания. Расстрелян в тот же день в Москве.
Определением Военной коллегией Верховного суда СССР от 14 июля 1956 года реабилитирован.

## Семья
Отец — Наум Ипатьевич Дыбенко, член партии большевиков с 1903 года, один из организаторов Советской власти на Донбассе был арестован в мае 1938 года и приговорён к пяти годам ссылки в ноябре 1939 года. Умер в ссылке в Казахстане в 1941 году.
Жена — Нина Дмитриевна, директор Гослитиздата УССР, была арестована в сентябре 1937 года и приговорена к восьми годам лагерей по обвинению в подготовке террористического акта.
Племянник — Пётр Антонович Дубовой, партизанский командир во время Великой Отечественной войны.

## Воинские чины и звания
- Прапорщик — 1917
- Командарм 2-го ранга — 20.11.1935[8]

## Сочинения
- Мои воспоминания о Щорсе. — Киев: На варті, 1935. Архивировано 16 апреля 2014 года.

## Увековечение памяти
- В Киеве именем И. Н. Дубового в 1961 году была названа бывшая Сталинабадская улица, сейчас улица Георгия Тороповского.
- В Харькове был переулок Ивана Дубового. Сейчас Троицкий.